# Habropoda pallida
Habropoda pallida är en biart som först beskrevs av Timberlake 1937.  Habropoda pallida ingår i släktet Habropoda och familjen långtungebin. Inga underarter finns listade i Catalogue of Life.